# Las Guásimas, Colima
Las Guásimas är en ort i Mexiko.   Den ligger i kommunen Colima och delstaten Colima, i den södra delen av landet, 500 km väster om huvudstaden Mexico City. Las Guásimas ligger 345 meter över havet och antalet invånare är 516.
Terrängen runt Las Guásimas är kuperad söderut, men norrut är den platt. Runt Las Guásimas är det ganska tätbefolkat, med 166 invånare per kvadratkilometer. Närmaste större samhälle är Colima, 14,8 km norr om Las Guásimas. I omgivningarna runt Las Guásimas växer huvudsakligen savannskog.